# Абебе Бікіла
Абебе Бікіла  (амх. አበባ ቢቂላ ; 7 серпня 1932, Королівство Шоа, Ефіопська імперія — 25 жовтня 1973, Аддис-Абеба, Ефіопська імперія) — ефіопський легкоатлет, марафонець, дворазовий олімпійський чемпіон.

## Життєпис
Абебе Бікіла народився в родині пастуха. Коли він підріс, вирішив поступити в гвардію імператора, щоб забезпечити свою родину. На його здібності до бігу звернув увагу Онні Нісконен, якого уряд Ефіопії запросив тренувати потенційних легкоатлетів.
На Римську олімпіаду Абебе потрапив в останню мить, як заміна бігуну, що травмував ногу, граючи в футбол. На Олімпіаді йому не зуміли підібрати зручного взуття, тому він вирішив бігти босоніж. Йому вдалося відірватися від свого основного супротивника, марокканця Раді Бен Абдессалама за 500 метрів від фінішної лінії. Його час 2:15:16.2 був світовим рекордом.
На Токійській олімпіаді Абебе Бікіла знову повторив свій успіх, установивши при цьому світовий рекорд: 2:12:11:2. За чотири місяці до Олімпіади він потрапив у лікарню із гострим апендицитом, але почав тренуватися одразу ж після операції.
На Олімпійських іграх у Мехіко Абебе змушений був зійти з дистанції після 17 км через біль у коліні.
1969 року Абебе Бікіла потрапив в автомобільну аварію, з якої він вийшов паралізованим. Нісканен переконав його зайнятися стрільбою із лука для осіб в інвалідному візку. Абебе був почесним гостем на Мюнхенській олімпіаді 1972 року. Він помер у віці 41 рік від крововиливу у мозок.
Абебе став національним героєм Ефіопії і натхненням для наступних поколінь ефіопських бігунів. На його честь засновано приз Абебе Бікіли для визначних бігунів на довгі дистанції, а також стадіон у Аддіс-Абебі.

## Виступи на Олімпіадах
| Олімпіада   | Дисципліна       | Місце  |
| ----------- | ---------------- | ------ |
| Рим 1960    | марафонський біг | 1      |
| Токіо 1964  | марафонський біг | 1      |
| Мехіко 1968 | марафонський біг | участь |

## gосилання
- Досьє на sport.references.com [Архівовано 21 січня 2009 у Wayback Machine.] (англ.)